# Inguri
Inguri (gruzínsky ენგური, Enguri, abchazsky Egrә) je řeka v západní Gruzii. V dolním toku tvoří hranici Abcházie a Samegrelo-Horní Svanetie. Je dlouhá 213 km. Povodí má rozlohu 4 060 km².

## Průběh toku
Vzniká z několika zdrojnic, které stékají z ledovců na jižním svahu hlavního hřebene Velkého Kavkazu poblíž hory Šchara. Na horním toku teče Svanetskou kotlinou mezi hlavním a Svanetským hřebenem, níže pak v úzké hluboké úžlabině a dále v postupně se rozšiřující dolině. U města Džvari vtéká do Kolchidské nížiny. Ústí do Černého moře.
V letech 1994 až 2009 tvořila řeka linii příměří mezi Gruzií a Abcházií na kterou dohlížela mise OSN. Jedinou legální spojnicí mezi oběma břehy tvořil 870 m dlouhý Ingurský most postavený německými zajatci v letech 1944 až 1948. Spojení mezi břehy umožňovaly též ilegální přívozy. Ingurský most byl patrně po roce 2009 demontován Ruskem, aby zabránilo přístupu v Abcházii žijícím Gruzíncům přístup do ostatní Gruzie.

### Hlavní přítoky
- zprava – Adišisčala (gruzínsky ადიშისჭალა), Chaldečala (ხალდეჭალა), Mulchra (მულხრა), Dolračala (დოლრაჭალა), Nakra (ნაკრა), Nenskra (ნენსკრა)
- zleva – Tcheiši (gruzínsky თხეიში), Chumpreri (ხუმფრერი), Lasili (ლასილი), Magana (მაგანა), Džumi (ჯუმი)

## Vodní režim
Zdroj vody je ledovcový a dešťový. Průměrný roční průtok vody v ústí činí 170 m³/s. Vyšší vodní stavy jsou od března do září.

## Využití
Řeka je splavná. Využívá se na zavlažování. Na řece byla nad městečkem Džvari postavena nejvyšší klenbová hráz na světě, za níž se rozkládá Ingurská přehradní nádrž. Ve vzdálenosti 32 km od této elektrárny proti proudu řeky u vesnice Chaiši (angl. Khaishi) je plánovaná dostavba Chudonské přehrady.